# 柴田宵曲
柴田 宵曲（しばた しょうきょく、1897年（明治30年）9月2日  -  1966年（昭和41年）8月23日）は、日本の俳人・歌人・随筆家・書誌学者。本名は泰助。博識で、談話筆記・編集・校正に長じ、知友の著書の刊行に貢献した。

## 生涯
東京市日本橋区久松町（現・東京都中央区日本橋久松町）の洋傘・毛織物卸商、柴田半六と妻せつ（旧姓永井）との次男に生まれた。
1904年、蛎殻町の有馬小学校に入ったが、家が移り、1907年、根岸小学校の4年生に転じ、その頃から俳句を投稿し始めた。1910年、開成中学に進んだが、実家の都合で半年後に退学。以降は上野図書館で読書・筆写に徹し、夏目漱石や、当時故人であった正岡子規に傾倒した。歌・俳句・文章の投稿・投書を続けた。
1913年、京北中学校への転入に失敗、新聞社の臨時校正係を務めても程なくして辞職などがあった。この頃から句会に出席するようになる。
1918年、ホトトギス社の編集員になった。その年、宝井其角の『五元集』の輪講会が、寒川鼠骨・高浜虚子・三田村鳶魚・林若樹・内藤鳴雪らで開かれ、その書記を命じられ、メモして纏める原稿が好評で、輪講仲間には重宝がられた。
子規の同郷の門弟の俳人だった寒川鼠骨に好かれて師事し、子規譲りの鼠骨の清貧を習った。第一次『子規全集』編纂に尽力。ホトトギスの訪問記事のために多くの文人を訪ねた。句会の幹事も務めた。能・狂言を好み通った、吟行も行った。
1922年、篠原温亭の俳誌『土上』の創刊に加わった。其角の輪講が一段落したのを機に、1923年にホトトギス社を退社した。鼠骨とアルスの北原鉄雄との間で『子規全集』出版の企画があった。関東大震災後の1924年に話が進み、宵曲は遺族の住む子規庵に日参して草稿を浄書した。全15巻の全集は、1924年から1926年にかけて出版された。
1924年、鼠骨が始めた月例の『子規庵歌会』に加わって詠み、筆記役も務めた。1926年から1930年まで、三田村鳶魚の江戸文化の輪講を載せる『彗星』誌のために、筆記と編集をした。三田村のための口述筆記と編集は、その後も続けた。1930年、『子規庵歌会』機関誌として創刊された『阿迦雲』に寄稿し、輪講の筆記もした。
1928年、故篠原温亭の長女小枝子と結婚し、のち長男久樹を得た。
1931年から政教社に勤め、1935年まで『日本及日本人』誌の編集に携わった。頼まれて1938年に復職し、五百木瓢亭没後の同社は好かなかったけれども、鼠骨に励まされ、1945年の解散まで続けた。
1935年、主宰が嶋田青峰に代わっていた『土上』を離れ、『谺』を創刊した。戦時中の休刊を挟んで1966年まで、その巻頭言を書いた。
1939年、下野国・黒羽藩主大関増業の『止戈枢要』の目録を作った。同地では須永元の蔵書を整理した。依頼される談話筆記と編集の合間に吟行・句会を続けた。
1945年、子規庵が大空襲で被災した。1947年、寒川鼠骨がその再建資金のために行った『子規選集』（文庫版で報文社）編集出版を、手伝った。吟行、口述筆記、輪講を再開した。1949年には『谺』誌を復刊した。
1956年から1962年にかけて、三田村鳶魚の著書を分類整理し、『江戸ばなし集成』（20巻、新版10巻）、『輪講叢書』（7冊）を編んだ。『未刊随筆百種』（新版・全12巻、中央公論社）の校正にもあたった。
晩年は岡本経一の青蛙房や八木福次郎の日本古書通信の元での執筆が多くを占めた。
1965年半ば頃から不調となり、1966年春に膵臓癌の手術を受け小康を得たが、術後4ヶ月で亡くなった。戒名は清温院泰山宵曲居士。東京・広尾の祥雲寺に葬られた。『谺』は、宵曲追悼号の第187号を出し終刊した。

## 生前の編著
出版に貢献した師友知人の図書で、主な書目一覧である。
- 『子規全集』15巻、アルス（1924 - 26）
- 寒川鼠骨・林若樹編 『其角研究』 アルス（1926）
- 正岡子規編 『分類俳句全集』12巻、アルス（1928 - 29）
- 三田村鳶魚 『未刊随筆百種』23巻、米山堂（1927）/ 新版 全12巻 中央公論社、1978
- 改造社版『子規全集』22巻、改造社（1929 - 31）
- 寒川鼠骨 『寒川鼠骨集』 改造社（1930）
- 三田村鳶魚 『大衆文芸評判記』 汎文社（1933）/ 復刻 沖積舎、1998
- 三田村鳶魚 『時代小説評判記』 梧桐書院（1939）/ 復刻 沖積舎、1998
- 須永元 『樗堂言語録』 政教社（1939）
- 内藤鳴雪 『俳話』 大東出版社（1942）
- 林若樹 『集古随筆』 大東出版社（1942）
- 篠原温亭 『昔の宿』 七丈書院（1944）
- 寒川鼠骨編 『子規選集』6巻、改造社（1947 - 49）
- 西鶴学会編 『西鶴研究』（1942 - 52）/ 復刻4冊組、竹野静雄解説、クレス出版、2002　
- 三田村鳶魚 『鳶魚江戸ばなし集成』20巻、青蛙房（1956 - 59）/ 新版『三田村鳶魚 江戸ばなし』10巻（1965 - 66）
- 五百木瓢亭 『瓢亭句日記』 政教社（1958）
- 三田村鳶魚 『輪講叢書』7冊、青蛙房（1959 - 62）

## 人物
自身の著書を出版することには、あまり熱心でなかった。また「句集」は、『谺』の同人らによって、没後に初めて編まれた。雑誌への掲載も、天野古日・大井泰介・大森多介・片野亨・満天星・羅漢柏などなど、多くの筆名で身を隠した。
書誌学者・近世研究者の森銑三とは、昭和初期から終生の友人。「柴田さんを利用しなかったジャーナリズムも頼りないが、一生、ジャーナリズムに煩わされる所なく、趙然として一生を終った所にわが宵曲大人があった」と回想している。
『古句を観る』が、宵曲没し20年近くを経て岩波文庫（跋文森銑三、解説小出昌洋）に入ったことで、多くの人にその著作・人となりが見直され始めた。なお同文庫の子規『俳諧大要』の跋文は宵曲自身による。
なお宵曲本人は、終生「縁の下の力持ち」として生きたこともあり、明治・大正・昭和にわたり言論界を代表した徳富蘇峰を大変嫌っていた。
芭蕉一門の伝記、俳諧考証のみならず、江戸時代の怪談奇談の編纂も著名であった。

## 文業
単行本
- 島田青峰名義 『俳句読本』 富士書房、1930 - 『土上』に4年連載した『縱に観た俳句』を編さん
- 島田青峰名義 『芭蕉名句評釈』 非凡閣、1934
- 島田青峰名義 『子規・紅葉・綠雨』 言海書房、1935
- 『芭蕉言行録』 三省堂、1940 / 『芭蕉』日本青年教育会出版部、1942
- 『俳諧随筆 蕉門の人々』 三省堂、1940 - 野村泊月主宰『桐の葉』に連載（1936-1940）
- 『子規居士』 三省堂、1942
- 森銑三と共著 『古酒新酒 われらが讀書の記』 成史書院、1942
- 森銑三・池田孝次郎と共著 『日本人の笑　文学篇』 三省堂、1942

上代から江戸後期までの、文学作品の笑いの場面を編・解説　
- 『子規居士の周囲』 六甲書房、1943
- 『古句を観る』 七丈書院、1943 - 『谺』に連載された（1935-1943）
- 森銑三と共著 『書物』 白揚社、1944（増補版1948）
- 『明治の話題』 青蛙房、1962
- 『妖異博物館』 青蛙房、1963
- 『続 妖異博物館』 青蛙房、1963
- 『漱石覚え書』 日本古書通信社、1963 - 限定本、日本古書通信に執筆した『藻塩草』の抜粋
- 『紙人形』 日本古書通信社、1966 - 限定本、日本古書通信に執筆した『藻塩草』の抜粋
- 『煉瓦塔』 日本古書通信社、1966 - 限定本、宵曲本三部集（復刻版1998）

没後刊
- 『宵曲句集』 谺同人編、青蛙房、1969 - オンデマンド版（2011）
- 『明治風物詩』 有峰書店、1971
- 『文学・東京散歩』 日本古書通信社〈古通豆本41〉、1980 - 『日本古書通信』に連載（1950-51）
- 『俳諧博物誌』 日本古書通信社、1981

文庫判
- 『古句を観る』 岩波文庫、1984、改版2009。ISBN 4003110617、ワイド版1991
- 『俳諧随筆 蕉門の人々』 岩波文庫、1986、森銑三解説。ISBN 4003110625
- 『評伝 正岡子規』 岩波文庫、1986、佐伯彰一解説。ISBN 4003110633
- 『日本人の笑』 森銑三・池田孝次郎共著、講談社学術文庫、1990
- 『書物』 森銑三共著、岩波文庫、1997、ワイド版2001、中村真一郎解説。
- 『新編 俳諧博物誌』 小出昌洋編、岩波文庫、1999。ISBN 4003110641
- 『随筆集 団扇の画』 小出昌洋編、岩波文庫、2000。ISBN 400311065X
- 『妖異博物館』 ちくま文庫、2005
- 『続 妖異博物館』 ちくま文庫、2005
- 『明治の話題』 ちくま学芸文庫、2006
- 『明治風物誌』 ちくま学芸文庫、2007
- 『奇談異聞辞典』 ちくま学芸文庫、2008  
編著『随筆辞典 第4巻　奇談異聞編』を文庫化
- 『漱石覚え書』 小出昌洋編、中公文庫、2009
「漱石をめぐる人々」 「文学・東京散歩」を併収
- 『子規居士の周囲』 小出昌洋編、岩波文庫、2018
「明治俳壇の人々」を併収。ISBN 4003110668
- 『幕末武家の回想録』 角川ソフィア文庫、2020。ISBN 4044006008
編著『幕末の武家』を文庫化、高尾善希解説（電子書籍も刊）
- 『完本 妖異博物館』 角川ソフィア文庫、2022。ISBN 4044007071、常光徹解説（電子書籍も刊）

作品集
- 『柴田宵曲文集』 小澤書店[注 5]（全8巻）、1990-1994

編集委員：加藤郁乎・木村新・小出昌洋
1. 『芭蕉』、『蕉門の人々』
2. 『古句を観る』、『俳諧博物誌』、『俳諧漫筆』
3. 『子規居士』、『子規居士の周圍』
4. 『根岸の俳句』、『「竹の里歌」おぼえ書』
5. 『明治の話題』、『明治風物誌』、『氷菓漫筆』、『文學・東京散歩』
6. 『妖異博物館』、『續 妖異博物館』
7. 『漱石覺え書』、『紙人形』、『煉瓦塔』
8. 『「谺」巻頭言』、『壷中消息』、『書物』、『古酒新酒』、略年譜

## 編著（鳶魚本の再刊ほか）
- 『随筆辞典』- 「第1巻 衣食住編」・「第4巻 奇談異聞編」[4]（全5巻 東京堂出版、1960-61、新装版1979・1992）
- 『幕末の武家　体験談聞書集成』 青蛙房〈青蛙選書7〉（1965、新装版1982、2007ほか） ISBN 9784790508724
- 三田村鳶魚[5]「江戸ばなし集成」青蛙房（全20巻、新版全10巻）- 以下は新版再刊
  - 『鳶魚江戸ばなし1　泥坊づくし』河出文庫、1988　
  - 『鳶魚江戸ばなし2　江戸の女』河出文庫、1988
  - 『鳶魚江戸ばなし3　女の世の中』河出文庫、1988　
  - 『鳶魚江戸ばなし4　徳川の家督争い』河出文庫、1989
  - 『鳶魚江戸ばなし5　赤穂義士』河出文庫、1989、新装版2010
  - 『侠客と角力』ちくま学芸文庫、2010

## 伝記
- 八木福次郎 『古本屋の手帖』 東京堂出版、1986／平凡社ライブラリー（新編）、2008.10 - 回想「柴田宵曲さん」
- 鶴ヶ谷真一 『月光に書を読む』 平凡社、2008.4 - 評伝「読書人柴田宵曲」、電子書籍も刊